# Территория зла
«Территория зла» (англ. Land of Bad) — американский остросюжетный боевик 2024 года режиссёра Уильяма Юбэнка по его же сценарию, написанного совместно с Дэвидом Фриджерио. Главные роли исполнили Расселл Кроу, Лиам Хемсворт, Майло Вентимилья и Люк Хемсворт.
Премьера фильма в США в состоялась 16 февраля 2024 года. В России фильм вышел 21 марта 2024 года.

## Сюжет
Начинающего передового авиационного наводчика Кинни командируют на Филиппины. Когда миссия команды «Дельта» идёт не по плану, бойцы остаются без оружия на контролируемой врагом территории. Вся их надежда связана с Рипером, пилотом дрона ВВС США, осуществляющим воздушную поддержку для группы.

## В ролях
- Лиам Хемсворт — сержант Джей Джей «Плэйбой» Кинни
- Расселл Кроу — капитан Эдди «Рипер» Грим
- Люк Хемсворт — сержант Абель
- Рики Уиттл — сержант Бишоп
- Майло Вентимилья — мастер-сержант Джон «Шугар» Свит
- Чика Икогве — штаб-сержант Ниа Бренсон
- Роберт Рабия — Саид Хашими, лидер группировки «Абу Сайяф»
- Дэниел Макферсон — полковник Пакет
- Джордж Берджесс — рядовой Купер
- Андре Мартинес — солдат

## Производство
Фильм был анонсирован на Каннском кинорынке, тогда же было объявлено, что его режиссёром станет Уильям Юбэнк, сценарий напишут Дэвид Фриджерио и Уильям Юбэнк, а главные роли исполнят Расселл Кроу и Лиам Хемсворт. В сентябре 2022 года стало известно, что в фильме снимутся Майло Вентимилья, Люк Хемсворт, Рики Уиттл, Дэниел Макферсон, Чика Икогве и Роберт Рабия. Также Кроу пригласил в фильм Джорджа Берджесса.
Съёмки начались в сентябре 2022 года и продлились до ноября в городе Голд-Кост (Австралия). Благодаря льготам правительства Австралии во время съёмок было создано 270 рабочих мест для местных жителей. Права на распространение фильма в Великобритании, Ирландии, Франции и в Скандинавии получила компания Signature Entertainment.